# Barrsteklar
Barrsteklar (Diprionidae) är en familj i insektsordningen steklar som tillhör underordningen växtsteklar. Familjen innehåller nästan 100 arter och förekommer på norra halvklotet. I Sverige finns 18 arter.
Barrsteklar är små, men robust byggda insekter. Hanarna har fjäderlika antenner, med vilka de fångar upp feromoner från honorna, som har sågtandade antenner. Som larver lever de på barrträd, ofta många tillsammans. Flera arter lever på tall, bland annat vanliga tallstekel och röd tallstekel, och dessa kallas vanligen för tallsteklar. Andra arter lever på gran eller en. 
Några arter, främst sådana som lever på tall, betraktas som skadedjur inom skogsbruket, då deras angrepp på unga träd kan resulterar i att ungplantan drabbas av försämrad tillväxt, eller om det sker i större mängder, till och med i att ungplantan dör. Utvecklingen från ägg till imago tar hos de flesta arter omkring ett år.